# Gonomyia sagittifera
Gonomyia sagittifera är en tvåvingeart som beskrevs av Alexander 1932. Gonomyia sagittifera ingår i släktet Gonomyia och familjen småharkrankar. Inga underarter finns listade i Catalogue of Life.